# Cardepia deserticola
Cardepia deserticola är en fjärilsart. Cardepia deserticola ingår i släktet Cardepia och familjen nattflyn. Inga underarter finns listade i Catalogue of Life.